# Chazelet
Chazelet – miejscowość i gmina we Francji, w Regionie Centralnym, w departamencie Indre.
Według danych na rok 1990 gminę zamieszkiwały 132 osoby, a gęstość zaludnienia wynosiła 11 osób/km² (wśród 1842 gmin Regionu Centralnego Chazelet plasuje się na 1005. miejscu pod względem liczby ludności, natomiast pod względem powierzchni na miejscu 1043.).
Przez miejscowość przepływa rzeka Abloux.